# Melanoblossia
Genre
Melanoblossia est un genre de solifuges de la famille des Melanoblossiidae.

## Distribution
Les espèces de ce genre se rencontrent en Afrique du Sud et en Namibie.

## Liste des espèces
Selon Solifuges of the World (version 1.0) :
- Melanoblossia braunsi Purcell, 1903
- Melanoblossia globiceps Purcell, 1903
- Melanoblossia namaquensis Lawrence, 1935
- Melanoblossia tridentata Lawrence, 1935

et décrite depuis :
- Melanoblossia ansie Bird & Wharton, 2015

## Publication originale
- Purcell, 1903 : Descriptions of new genera and species of South Africa. Annals of the South African Museum, vol. 3, no 1, p. 1-12 (texte intégral).